# Viện Tim (Thành phố Hồ Chí Minh)
Viện Tim là một bệnh viện chuyên khoa Tim mạch công lập hạng I trực thuộc Sở Y tế Thành phố Hồ Chí Minh có trụ sở tại 4 Dương Quang Trung, Phường 12, Quận 10, Thành phố Hồ Chí Minh, là trung tâm tim mạch thực hiện phẫu thuật tim hở lớn và đầu tiên trên cả nước với hơn 1.000 ca phẫu thuật tim hở được thực hiện hằng năm. Viện Tim được đồng sáng lập bởi giáo sư – viện sĩ Dương Quang Trung và giáo sư Alain Carpentier, trở thành một biểu tượng cho mối quan hệ hữu nghị giữa Việt Nam và Pháp.
Viện Tim là một đơn vị hạch toán độc lập tự thu tự chi, không phụ thuộc vào ngân sách nhà nước.

## Lịch sử hình thành
Cuối những năm 1980, Việt Nam chưa có bệnh viện có khả năng mổ tim hở, rất nhiều bệnh nhân đã không may qua đời. Giáo sư Dương Quang Trung đã sang Pháp gặp giáo sư Alain Carpentier để tìm sự hỗ trợ giúp Việt Nam xây dựng một cơ sở mổ tim hở. Sau nhiều khó khăn trong việc chứng minh đội ngũ bác sĩ trong nước có thể làm chủ kỹ thuật phẫu thuật tim hiện đại, người dân có đủ chi phí trang trải cho một ca phẫu thuật, cơ chế quản lý tài chính,...một biên bản hợp tác đã được ký kết vào ngày 12/07/1991 giữa Sở Y Tế TP.HCM và Hiệp Hội Alain Carpentier với sự chuẩn thuận của Ủy ban nhân dân Thành phố Hồ Chí Minh, Bộ Y Tế đại diện cho Nhà nước Việt Nam và Đại sứ Pháp tại Việt Nam. Theo quyết định thành lập Viện Tim số 681/QĐ-UB ngày 30/11/1991 của Ủy ban Nhân dân Thành phố Hồ Chí Minh, Viện Tim là đơn vị sự nghiệp y tế của Sở Y Tế Thành phố Hồ Chí Minh, tiếp nhận viện trợ kỹ thuật nhân đạo đặc biệt, hoạt động theo quy chế tự quản, tự cân đối thu chi không nhằm mục đích lợi nhuận, tiếp nhận những bệnh nhân có khả năng đóng góp và giúp đỡ cho những bệnh nhân nghèo. Cơ sở Viện Tim được xây dựng với chi phí tương đương 1 triệu USD do Sở Y Tế tài trợ, còn Hiệp Hội Alain Carpentier tài trợ hơn 3 triệu USD cho trang bị kỹ thuật và đào tạo đội ngũ phẫu thuật tim tại Pháp trong hai năm. Viện Tim được ra đời từ những khó khăn đó và phát triển đến nay.

## Ảnh hưởng
- Bệnh viện chuyên khoa tim mạch thực hiện phẫu thuật tim hở đầu tiên trên cả nước[7]
- Số ít bệnh viện làm chủ được nhiều kỹ thuật khó: đặt Stent động mạch vành[8][9], thay van động mạch chủ qua da - TAVI[10],...
- Trung tâm chuyên khoa tim có số ca phẫu thuật vào loại nhiều nhất cả nước, lên đến 30.000 ca/năm.
- Chịu trách nhiệm đào tạo và chuyển giao kỹ thuật tim mạch với nhiều bệnh viện phía Nam[5][11][12][13][14]

## Chương trình nhân đạo
- Miễn phí điều trị với trẻ em dưới 6 tuổi tại Thành phố Hồ Chí Minh và hỗ trợ chi phí với trẻ em có hoàn cảnh khó khăn trong cả nước[15][16].
- Hỗ trợ đến 40% chi phí phẫu thuật tim mạch[17]
- Phối hợp với các bệnh viện khác trong phẫu thuật tim mạch nhân đạo[14][18]

## Khen thưởng

### Tập thể
- Huân chương Lao động hạng Ba (1998)[19]
- Anh hùng Lao động (2006)[19][20]

### Cá nhân
- Anh hùng Lao động (2000): Chủ tịch nước tặng bác sĩ Phan Kim Phương[19], Phẫu thuật viên trưởng, Phó Giám đốc Viện Tim.
- Huân chương Hữu nghị (2003): Chủ tịch nước tặng giáo sư Alain Carpentier[19], Chủ tịch Hội đồng Giám sát Viện Tim nhân kỷ niệm 11 năm thành lập Viện Tim.
- Anh hùng Lao động (2003): Chủ tịch nước tặng bác sĩ Dương Quang Trung[19], sáng lập Viện Tim, vì những đóng góp trong sự phát triển ngành y tế thành phố, trong đó Viện Tim là một thành tích đặc biệt.
- Huân chương Quốc công của Nước Cộng hòa Pháp, Tổng thống Pháp tặng bác sĩ Dương Quang Trung[19], sáng lập Viện Tim, vì những đóng góp quan trọng trong lĩnh vực hợp tác Y tế Pháp-Việt.
- Huân chương Quốc công của Nước Cộng hòa Pháp, Tổng thống Pháp tặng bác sĩ Nguyễn Ngọc Chiếu[19], Giám đốc Viện Tim, vì những đóng góp quan trọng trong sự phát triển Viện Tim từ ngày thành lập đến nay.